# Bursera karsteniana
Bursera karsteniana är en tvåhjärtbladig växtart som beskrevs av Adolf Engler. Bursera karsteniana ingår i släktet Bursera och familjen Burseraceae. Inga underarter finns listade i Catalogue of Life.